# شاه من
شاه من (فرانسوی: Mon roi‎) فیلمی در ژانر درام به کارگردانی مایوین است که در سال ۲۰۱۵ منتشر شد. از بازیگران آن می‌توان به ونسان کسل، ایزیلد لو بسکو، امانوئل برکو، ماری گیلارد و لویی گارل اشاره کرد.
امانوئل برکو موفق شد برای بازی در این فیلم جایزه بهترین بازیگر زن جشنواره فیلم کن را از آنِ خود کند.